# إسلام جابر
إسلام جابر (مواليد 1 مايو 1996) هو لاعب كرة قدم مصري يلعب لصالح نادي الزمالك قادما من نادي مصر للمقاصة، ويلعب في مركز لاعب الوسط المهاجم.

## الإنجازات

### الزمالك
- الدوري المصر الممتاز (1): 2020–21

## روابط خارجية
- إسلام جابر على موقع قاعدة بيانات كرة القدم.إي يو (الإنجليزية)
- إسلام جابر على موقع قاعدة بيانات كرة القدم.إي يو (الإنجليزية)
- إسلام جابر على موقع ناشيونال فوتبول تيمز (الإنجليزية)
- إسلام جابر على موقع Soccerway.com (الإنجليزية)
- إسلام جابر على موقع عالم كرة القدم.نت (الإنجليزية)